# Argus As 10

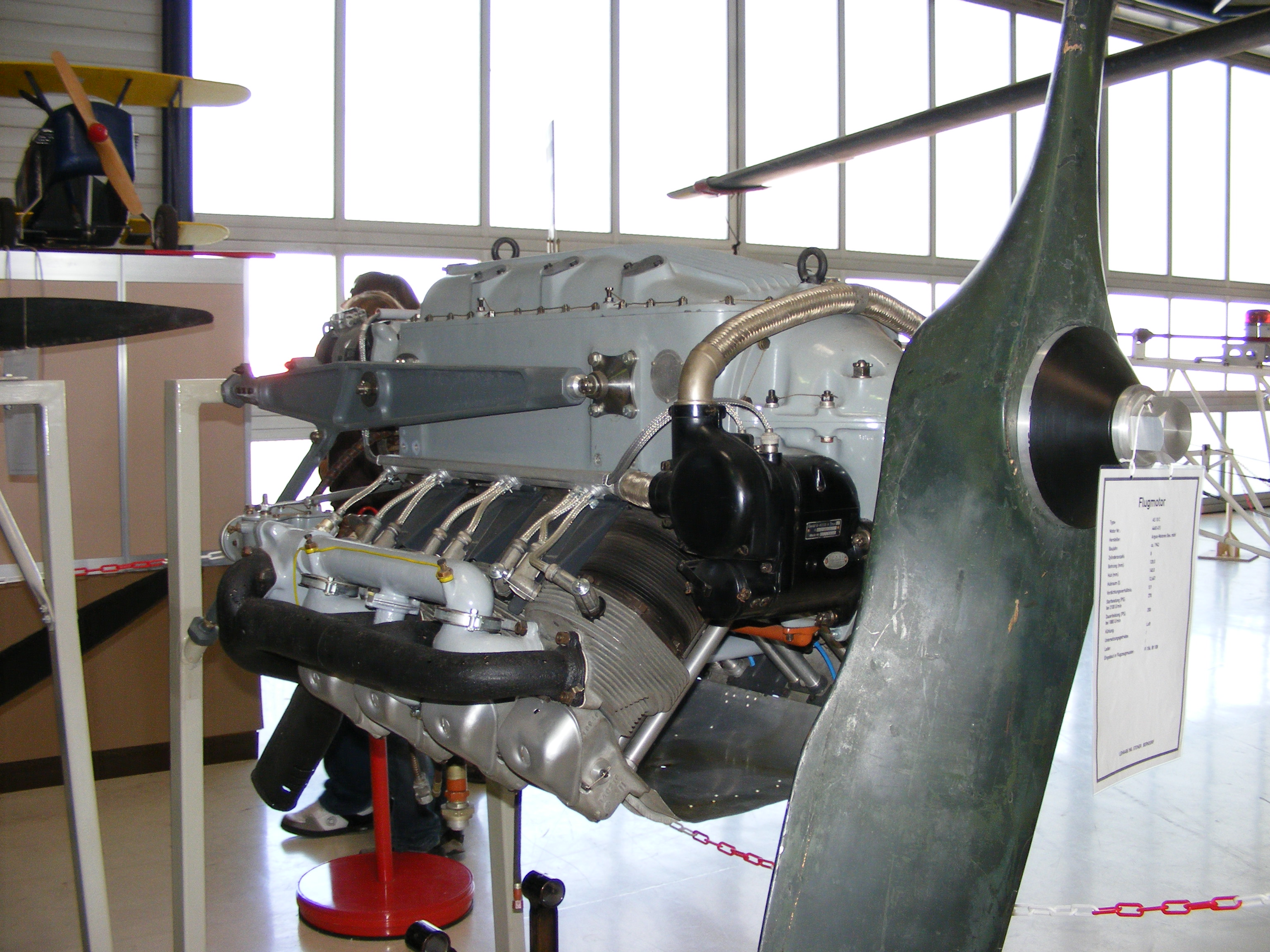
Silnik lotniczy Argus As 10C

Argus As 10- (silnik typu V) – lotniczy, górnozaworowy, widlasty, odwrócony silnik tłokowy 8-cylindrowy chłodzony powietrzem firmy Argus (Argus Motoren Gesellschaft), w którym cylindry umieszczone są w dwóch rzędach pod kątem 90°. Wał korbowy umieszczono powyżej cylindrów.
Argus As 10 został wprowadzony w 1931 do produkcji i do 1945 zbudowano ponad 28 700 egzemplarzy. Był używany w różnych niemieckich samolotach szkoleniowych, sportowych i transportowych.

## Budowa
Blok silnika odlany jest z elektronu. Tłoki wyprodukowano w procesie odlewania i mają trzy pierścienie uszczelniające oraz pierścień zgarniający olej. Głowice cylindrów z jednym zaworem wlotowym i jednym zaworem wydechowym na cylinder są wykonane z odlewanego aluminium. Wałek rozrządu jest napędzany przez koła zębate czołowe. Mechanizm rozrządu jest całkowicie hermetyczny i olejoszczelny. Posiada dwa gaźniki umożliwiające także lot na grzbiecie. Układ smarowania jest wyposażony w ciśnieniową pompę olejową i dwie pompy ssące oraz może być rozszerzone o pompę olejową w celu umożliwienia lotu odwróconego.
System podwójnego zapłonu stosowany zwykle w samolotach z dwoma iskrownikami i dwustopniową elektryczną regulacją punktu zapłonu pochodzi od firmy Bosch. Przed uruchomieniem zapłon jest ustawiony na „opóźniony” (zapłon następuje po pokonaniu górnego martwego punktu), co zapobiega cofaniu się silnika w przypadku wypadania zapłonów i ułatwia uruchomienie silnika. Po uruchomieniu system natychmiast przełącza się na zapłon wstępny.
Silnik uruchamia się za pomocą rozrusznika ręcznego (ręczna korba) lub rozrusznika pneumatycznego na sprężone powietrze. Opcjonalnie dostępny był również rozrusznik Bosch do instalacji elektrycznej pojazdu 24 V DC.

## Zachowane egzemplarze
Obecnie w eksploatacji jest tylko bardzo niewielka liczba silników Argus AS 10. Na całym świecie jest ich prawdopodobnie mniej niż dziesięć, z których trzy są używane we wciąż latających niemieckich Messerschmittach Bf 108, a dwa w zdatnym do lotu Fieseler Storch. Nie można określić, ile potencjalnie nadających się do renowacji silników jest nadal przechowywanych w muzeach lub w prywatnych rękach. Nieliczne ocalałe zabytkowe samoloty z oryginalnym silnikiem Argus AS-10 są nadal czasami pokazywane na pokazach lotniczych.

## Dane techniczne
As 10 C

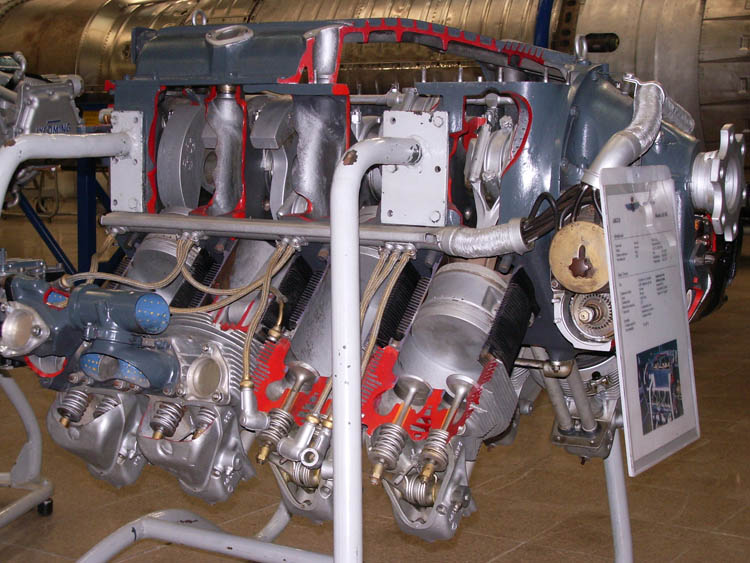
Częściowy przekrój silnika

- Typ: 90° widlasty-8-cylindrowy, czterosuwowy
- Średnica cylindra: 120 mm
- Skok tłoka: 140 mm
- Pojemność: 12,667 litrów
- Stopień sprężania: 6,4
- Masa własna: 213 kg
- Moc startowa: 240 KM przy 2000 obr./min
- Maksymalna moc ciągła: 200 KM przy 1880 obr./min
- Zużycie benzyny (min. 78 oktan) przy szybkości przelotowej: ok. 60 litrów/godz.[3]

## Zastosowanie
- Arado Ar 66
- Arado Ar 76
- Arado Ar 77
- Arado Ar 96 A
- Fieseler Fi 156 „Storch”
- Fieseler Fi 256
- Focke-Wulf A 43 „Falke” (późniejszy Fw 43)
- Focke-Wulf Fw 47
- Focke-Wulf Fw 55
- Focke-Wulf Fw 56 „Stößer”
- Focke-Wulf Fw 58 „Weihe”
- Focke-Wulf Fw 186
- Gotha Go 145
- Gotha Go 147
- Gotha Go 149
- Heinkel He 74
- Henschel Hs 121
- Henschel Hs 125
- Horten H VII
- Klemm Kl 36 B
- Klemm Kl 151
- Messerschmitt Bf 108 „Taifun”
- Messerschmitt Bf 163
- Messerschmitt Me 208
- Mráz K-65 „Čáp”
- Sack AS-6 „Fliegender Bierdeckel”
- Siebel Si 201